# Савлуки
Савлуки́ — село в Україні, в Коростенському районі Житомирської області. Населення становить 177 осіб. Входить до складу Малинської міської громади.
9 листопада 1921 р. під час Листопадового рейду через Савлуки проходила Волинська група (командувач — Юрій Тютюнник) Армії Української Народної Республіки.

## Населення

### Мова
Розподіл населення за рідною мовою за даними перепису 2001 року:
| Мова       | Кількість | Відсоток |
| ---------- | --------- | -------- |
| українська | 173       | 97.74%   |
| російська  | 4         | 2.26%    |
| Усього     | 177       | 100%     |